# Mestersvig

Localización de Mestersvig en el Parque Nacional del Noreste de Groenlandia

Mestersvig es un destacamento militar con una pista de aterrizaje de 1.800 metros de longitud localizado en la Tierra de Scoresby, en la orilla sureña del Fiordo del Rey Óscar, en el Parque Nacional del noreste de Groenlandia. Solía ser la única estación permanente en dicho parque, pero todos sus 40 habitantes fueron repartidos entre tres nuevas estaciones experimentales por todo el territorio del Parque Nacional, llamadas Danmarkshavn, Nord y Daneborg, dejando como única población permanente a dos personas, aunque se permiten visitas ocasionales por parte de turistas.
Desde 1956 hasta 1963, Mestersvig tenía una mina de extracción de zinc y plomo.